# Nano Letters
Nano Letters (відповідно до стандарту ISO 4 у цитатах літератури скорочено Nano Lett.) — науковий журнал, який видає Американське хімічне товариство. Журнал засновано у 2001 році, виходить двічі на місяць. Публікуються статті з питань нанотехнологій.
Імпакт-фактор у 2020 році становив 11,189. Відповідно до статистики Web of Science, цей імпакт-фактор ставить журнал на 20 місце зі 178 журналів у категорії «Мультидисциплінарна хімія»; 15 місце зі 106 журналів  у категорії «Нанонауки і нанотехнології»; 32 місце з 334 журналів у категорії «Мультидисциплінарне матеріалознавство»; 22 місце зі 162 журналів у категорії «Фізична хімія».

## Реферування та індексування
Журнал реферується та індексується в Chemical Abstracts Service, Scopus,  EBSCOhost, Index Medicus/MEDLINE/PubMed,  Science Citation Index і Current Contents / Physical, Chemical & Earth Sciences.